# Chiusa di San Michele
Chiusa di San Michele là một đô thị và thị xã của Ý. Đô thị này thuộc tỉnh Torino trong vùng Piemonte. Chiusa di San Michele có diện tích km2, dân số theo ước tính năm 2010 của Viện thống kê quốc gia Ý là người. 
Các đơn vị dân cư:
Đô thị Chiusa di San Michele giáp với các đô thị: